# Transrapid 06
A Transrapid 06 a német Krauss-Maffei által kifejlesztett maglev vonat volt. 1980-1983 között készült el belőle egy szerelvény. Maximális sebessége 412 km/h volt. A prototípus motorvonat 60 személyes volt.

## Története
A kísérleti jármű először 1983-ban lebegett, majd 1984 májusában 205 km/h-val haladt. Ez volt az első alkalom, hogy átlépte egy transrapid szerelvény a 200 km/h-s határt. Októberben 302 km/h-val haladt, mely új világrekord volt. 1987 december 10-én a Transrapid 06 végighaladt a tesztpálya déli hurok vágányán. A második napon 406 km/h sebességgel haladt a teljesen átadott tesztpályán. Valamivel később, 1988. január 22-én a tesztjármű elérte a 412,6 km/h sebességet.

## Érdekességek
A maglev szerepel a Transport Tycoon Deluxe nevű játékprogramban is, mint 'Millennium Z1, de ott egysínű vonat, nem maglev.